# Sosibiella
Sosibiella là một chi bọ cánh cứng trong họ Chrysomelidae.
Chi này được miêu tả khoa học năm 1896 bởi Jacoby.

## Các loài
Chi này gồm các loài:
- Sosibiella caeruleipennis (Jacoby, 1896)